# Penang Football Club
Il Penang Football Club è una società calcistica malaysiana con sede nella città di George Town, nello stato federato di Penang. Milita nella Liga Super, la massima serie del campionato malaysiano di calcio.

## Palmarès

### Competizioni nazionali
- Campionato malaysiano: 3

1982, 1998, 2001
- Coppa della Malaysia: 4

1953, 1954, 1958, 1974
- Coppa della Federazione (FA): 1

2002
- Coppa della Federazione (FAM): 5

1952, 1955, 1956, 1957, 2013
- Supercoppa di Malaysia: 1

2003
- Campionato malaysiano di seconda divisione: 1

2020

### Altri piazzamenti
- Campionato malaysiano:

Secondo posto: 1983, 1999, 2000
- Coppa della Malaysia:

Finalista: 1934, 1941, 1950, 1952, 1962, 1963, 1968, 1969, 1977
- Campionato malaysiano di seconda divisione:

Secondo posto: 1992, 2015

## Organico

### Rosa
| Numero         | Nome                   | Naz.                     |          |          |          |          |          |          |          |          |
| Portieri       | Portieri               | Portieri                 | Portieri | Portieri | Portieri | Portieri | Portieri | Portieri | Portieri | Portieri |
| -------------- | ---------------------- | ------------------------ | -------- | -------- | -------- | -------- | -------- | -------- | -------- | -------- |
| 1              | Zamir Selamat          | Malaysia (bandiera)      |          |          |          |          |          |          |          |          |
| 22             | Faizal Yusoff          | Malaysia (bandiera)      |          |          |          |          |          |          |          |          |
| 25             | Hazrull Hafiz          | Malaysia (bandiera)      |          |          |          |          |          |          |          |          |
| Difensori      |                        |                          |          |          |          |          |          |          |          |          |
| 2              | Che Safwan Hazman      | Malaysia (bandiera)      |          |          |          |          |          |          |          |          |
| 4              | Qayyum Jabrullah Khan  | Malaysia (bandiera)      |          |          |          |          |          |          |          |          |
| 5              | Khairul Akmal Rokisham | Malaysia (bandiera)      |          |          |          |          |          |          |          |          |
| 6              | Wan Syukri             | Malaysia (bandiera)      |          |          |          |          |          |          |          |          |
| 15             | Aziz Ismail            | Malaysia (bandiera)      |          |          |          |          |          |          |          |          |
| 17             | Tunku Noor Hidayat     | Malaysia (bandiera)      |          |          |          |          |          |          |          |          |
| 21             | Hasrul Che Halim       | Malaysia (bandiera)      |          |          |          |          |          |          |          |          |
| 24             | Syukur Saidin          | Malaysia (bandiera)      |          |          |          |          |          |          |          |          |
| 26             | Segar Arumugam         | Malaysia (bandiera)      |          |          |          |          |          |          |          |          |
| 27             | Asyraf Rojani          | Malaysia (bandiera)      |          |          |          |          |          |          |          |          |
| 52             | Yoges Muniandy         | Malaysia (bandiera)      |          |          |          |          |          |          |          |          |
| Centrocampista |                        |                          |          |          |          |          |          |          |          |          |
| 3              | Lim Yong Sheng         | Malaysia (bandiera)      |          |          |          |          |          |          |          |          |
| 7              | Kang Seung-jo          | Corea del Sud (bandiera) |          |          |          |          |          |          |          |          |
| 8              | Dhiyaulrahman Hasry    | Malaysia (bandiera)      |          |          |          |          |          |          |          |          |
| 11             | Azrul Ahmad            | Malaysia (bandiera)      |          |          |          |          |          |          |          |          |
| 12             | Al-Hafiz Harun         | Malaysia (bandiera)      |          |          |          |          |          |          |          |          |
| 13             | Afif Azman             | Malaysia (bandiera)      |          |          |          |          |          |          |          |          |
| 14             | Faizzudin Abidin       | Malaysia (bandiera)      |          |          |          |          |          |          |          |          |
| 19             | Sivanesan Shanmugam    | Malaysia (bandiera)      |          |          |          |          |          |          |          |          |
| 23             | Ikhmal Ibrahim         | Malaysia (bandiera)      |          |          |          |          |          |          |          |          |
| 30             | Nurfais Johari         | Malaysia (bandiera)      |          |          |          |          |          |          |          |          |
|                | Som Keat Preseart      | Malaysia (bandiera)      |          |          |          |          |          |          |          |          |
| Attaccanti     |                        |                          |          |          |          |          |          |          |          |          |
| 9              | Casagrande             | Brasile (bandiera)       |          |          |          |          |          |          |          |          |
| 10             | Julián Bottaro         | Argentina (bandiera)     |          |          |          |          |          |          |          |          |
| 16             | Ezequiel Agüero        | Argentina (bandiera)     |          |          |          |          |          |          |          |          |
| 29             | Afiq Azmi              | Malaysia (bandiera)      |          |          |          |          |          |          |          |          |

### Rosa 2015-2016
| Numero      | Nome                    | Nazionalità          |             |             |             |             |             |             |             |             |
| Goalkeepers | Goalkeepers             | Goalkeepers          | Goalkeepers | Goalkeepers | Goalkeepers | Goalkeepers | Goalkeepers | Goalkeepers | Goalkeepers | Goalkeepers |
| ----------- | ----------------------- | -------------------- | ----------- | ----------- | ----------- | ----------- | ----------- | ----------- | ----------- | ----------- |
| 1           | Firdaus Muhammad        | Malaysia (bandiera)  |             |             |             |             |             |             |             |             |
| 22          | Sani Anuar Kamsani      | Malaysia (bandiera)  |             |             |             |             |             |             |             |             |
| 25          | Khairul Amri Salehuddin | Malaysia (bandiera)  |             |             |             |             |             |             |             |             |
| Defenders   |                         |                      |             |             |             |             |             |             |             |             |
| 3           | Fitri Omar              | Malaysia (bandiera)  |             |             |             |             |             |             |             |             |
| 4           | Reinaldo Lobo           | Brasile (bandiera)   |             |             |             |             |             |             |             |             |
| 5           | Mat Saiful Mohamad      | Malaysia (bandiera)  |             |             |             |             |             |             |             |             |
| 6           | Brent Griffiths         | Australia (bandiera) |             |             |             |             |             |             |             |             |
| 16          | Darwira Sazan           | Malaysia (bandiera)  |             |             |             |             |             |             |             |             |
| 18          | Mazlizam Mohamad        | Malaysia (bandiera)  |             |             |             |             |             |             |             |             |
| 20          | Rafiuddin Rodin         | Malaysia (bandiera)  |             |             |             |             |             |             |             |             |
| Midfielders |                         |                      |             |             |             |             |             |             |             |             |
| 2           | Mafry Balang            | Malaysia (bandiera)  |             |             |             |             |             |             |             |             |
| 7           | Matías Córdoba          | Argentina (bandiera) |             |             |             |             |             |             |             |             |
| 8           | Zharif Hasna            | Malaysia (bandiera)  |             |             |             |             |             |             |             |             |
| 9           | Fauzan Dzulkifli        | Malaysia (bandiera)  |             |             |             |             |             |             |             |             |
| 11          | Azrul Ahmad             | Malaysia (bandiera)  |             |             |             |             |             |             |             |             |
| 12          | Elias Sulaiman          | Malaysia (bandiera)  |             |             |             |             |             |             |             |             |
| 13          | Faiz Subri              | Malaysia (bandiera)  |             |             |             |             |             |             |             |             |
| 14          | Syukur Saidin           | Malaysia (bandiera)  |             |             |             |             |             |             |             |             |
| 15          | Muhd Ikhmal Ibrahim     | Malaysia (bandiera)  |             |             |             |             |             |             |             |             |
| 19          | Redzuan Suhaidi         | Malaysia (bandiera)  |             |             |             |             |             |             |             |             |
| 23          | Redzuan Nawi            | Malaysia (bandiera)  |             |             |             |             |             |             |             |             |
| 24          | Nursalam Zainal Abidin  | Malaysia (bandiera)  |             |             |             |             |             |             |             |             |
| 37          | Mohd Syamer Kutty Abba  | Malaysia (bandiera)  |             |             |             |             |             |             |             |             |
| Forwards    |                         |                      |             |             |             |             |             |             |             |             |
| 21          | Failee Ghazli           | Malaysia (bandiera)  |             |             |             |             |             |             |             |             |
| 10          | Ranti Martins           | Nigeria (bandiera)   |             |             |             |             |             |             |             |             |
| 17          | Faizat Ghazli           | Malaysia (bandiera)  |             |             |             |             |             |             |             |             |
| 26          | S. Kumaahran            | Malaysia (bandiera)  |             |             |             |             |             |             |             |             |
| 27          | Jafri Firdaus Chew      | Malaysia (bandiera)  |             |             |             |             |             |             |             |             |

### Staff tecnico
- Nenad Baćina - Allenatore